# Pleurophora polyandra
Pleurophora polyandra är en fackelblomsväxtart som beskrevs av William Jackson Hooker och Arn.. Pleurophora polyandra ingår i släktet Pleurophora och familjen fackelblomsväxter. Inga underarter finns listade i Catalogue of Life.